# Frank Geyer
Franklin Pierce "Frank" Geyer, född 28 juli 1853 i Philadelphia, Pennsylvania, död 4 oktober 1918, var en amerikansk polisdetektiv, som är mest känd för att år 1896 ha avslöjat seriemördaren H.H. Holmes. Efter avslöjandet skrev han en bok om fallet, och han hyllades som en hjälte och blev känd som USA:s egen "Sherlock Holmes".